# العلاقات اليابانية القطرية
العلاقات اليابانية القطرية هي العلاقات الثنائية التي تجمع بين اليابان وقطر.

## مقارنة بين البلدين
هذه مقارنة عامة ومرجعية للدولتين:
| وجه المقارنة                                              | اليابان         | قطر           |
| --------------------------------------------------------- | --------------- | ------------- |
| المساحة (كم2)                                             | 377.97 ألف      | 11.44 ألف     |
| عدد السكان (نسمة)                                         | 126.79 مليون    | 2.64 مليون    |
| الكثافة السكانية (ن./كم²)                                 | 335.45          | 230.77        |
| العاصمة                                                   | طوكيو           | الدوحة        |
| اللغة الرسمية                                             | اللغة اليابانية | اللغة العربية |
| العملة                                                    | ين ياباني       | ريال قطري     |
| الناتج المحلي الإجمالي (بليون دولار)                      | 4.87 تريليون    | 167.61 مليار  |
| الناتج المحلي الإجمالي (تعادل القوة الشرائية) بليون دولار | 5.18 تريليون    | 316.40 مليار  |
| الناتج المحلي الإجمالي الاسمي للفرد دولار أمريكي          | 34.52 ألف       | 73.65 ألف     |
| الناتج المحلي الإجمالي للفرد دولار أمريكي                 | 36.62 ألف       | 141.54 ألف    |
| مؤشر التنمية البشرية                                      | 0.903           | 0.850         |
| رمز المكالمات الدولي                                      | +81             | +974          |
| رمز الإنترنت                                              | .jp             | .qa           |
| المنطقة الزمنية                                           | توقيت اليابان   | ت ع م+03:00   |

## منظمات دولية مشتركة
يشترك البلدان في عضوية مجموعة من المنظمات الدولية، منها:
| علم المنظمة | اسم المنظمة                               | تاريخ انضمام اليابان | تاريخ انضمام قطر |
| ----------- | ----------------------------------------- | -------------------- | ---------------- |
|             | يونسكو                                    | 2 يوليو 1951         | 27 يناير 1972    |
|             | مؤسسة التمويل الدولية                     | 20 يوليو 1956        | 11 أكتوبر 2008   |
|             | المركز الدولي لتسوية المنازعات الاستشارية | 16 سبتمبر 1967       | 20 يناير 2011    |
|             | منظمة حظر الأسلحة الكيميائية              | ?                    | ?                |
|             | منظمة التجارة العالمية                    | ?                    | ?                |
|             | وكالة ضمان الاستثمار متعدد الأطراف        | 12 أبريل 1988        | 22 أكتوبر 1996   |
|             | الاتحاد البريدي العالمي                   | ?                    | ?                |
|             | منظمة الشرطة الجنائية الدولية             | ?                    | ?                |
|             | الأمم المتحدة                             | 18 ديسمبر 1956       | 21 سبتمبر 1971   |
|             | الاتحاد الدولي للاتصالات                  | 29 يناير 1879        | 27 مارس 1973     |
|             | البنك الدولي للإنشاء والتعمير             | 13 أغسطس 1952        | 25 سبتمبر 1972   |
|             | المنظمة الهيدروغرافية الدولية             | ?                    | ?                |

## أعلام
هذه قائمة لبعض الشخصيات التي تربطها علاقات بالبلدين:
- رودريغو تاباتا (لاعب كرة قدم برازيلي، 19 نوفمبر 1980[20] – )

## وصلات خارجية
- موقع وزارة الخارجية اليابانية
- موقع وزارة الخارجية القطرية